# Богатов, Никанор Иванович
Никанор Иванович Богатов (1866  — ?) — крестьянин, депутат Государственной думы Российской империи II созыва от Новгородской губернии.

## Биография
Крестьянин из деревни Красный Бор Тихвинского уезда Новгородской губернии. Выпускник земской школы. Служил волостным старшиной. Занимался земледелием на наделе площадью 28 десятин.
7 февраля 1907 избран в Государственную думу Российской империи II созыва от съезда от общего состава выборщиков Новгородского губернского избирательного собрания. Был близок к фракции «Союза 17 октября». Состоял в Комиссии Думы о нормальном отдыхе служащих в торговых и ремесленных заведениях.
Дальнейшая судьба и дата смерти неизвестны.

### Архивы
- Российский государственный исторический архив. Фонд 1278. Опись 1 (2-й созыв), Дело 41; Дело 531. Лист 14.